# Émile Levassor
Émile Levassor (Émile Constant Levassor)  (Marolles-en-Hurepoix, 21 de Janeiro de 1843 — Paris, 14 de Abril de 1897) foi um engenheiro francês, pioneiro da indústria automobilística.

## Biografia
Levassor nasceu em Marolles-en-Hurepoix. Depois de estudar engenharia e se formar na École Centrale Paris, ele começou sua carreira em 1872 em uma empresa que produzia máquinas para trabalhar madeira, onde conheceu René Panhard. A empresa também construiu motores a gás e quando, em 1886, um industrial belga Edouard Sarazin obteve uma licença para construir a Daimlermotores ele escolheu Levassor para construí-los na França. Quando Sarazin morreu em 1887, Levassor se casou com sua viúva, Louise, e junto com Panhard eles começaram a construir carros. Levassor, Peugeot e Daimler se encontraram em 1888 na Fábrica Valentigny da Peugeot para compartilhar seus conhecimentos, um encontro que levou Levassor e Peugeot a cooperar em experimentos com motores Daimler e Benz. No entanto, Levassor deu mais atenção ao design e à operação do novo carro do que Benz, Daimler ou Peugeot, todos eles mais preocupados em introduzir um motor de sucesso no que ainda era basicamente uma carruagem pequena.
The Panhardde 1891, com um motor construído sob licença da Daimler, introduziu uma série de inovações que efetivamente criaram o carro moderno. Levassor mudou o motor da parte traseira para a dianteira do carro e o resfriou por meio de um radiador de água montado na frente, em vez de confiar, como de costume, na aspiração natural, que muitas vezes era insuficiente. Ele também introduziu um virabrequim para ligar o motor à engrenagem, evitando a transmissão por correia tipo bicicleta dos carros anteriores; e instalou um pedal de embreagem e uma alavanca de câmbio, situada entre os bancos, para acionar a caixa de câmbio, criando assim a primeira transmissão moderna. A localização do motor na frente do carro, e não na traseira, fornecia muito mais espaço para os passageiros. A configuração resultante - infelizmente para Levassor - logo foi chamada de Systeme Panhard.
Levassor também participou do automobilismo, terminando em quinto lugar na corrida de Paris a Rouen em 1894, e chegando em primeiro (mas não vencendo) a corrida Paris-Bordéus-Paris no ano seguinte (ambos em seus próprios carros).

## Morte
Em 1896, ao participar da corrida Paris-Marselha-Paris de 1896, ele se feriu gravemente em um acidente enquanto tentava evitar bater em um cachorro. Ele nunca se recuperou da lesão e morreu em Paris no ano seguinte.